# Cabrera (îles Baléares)
Pour les articles homonymes, voir Cabrera.

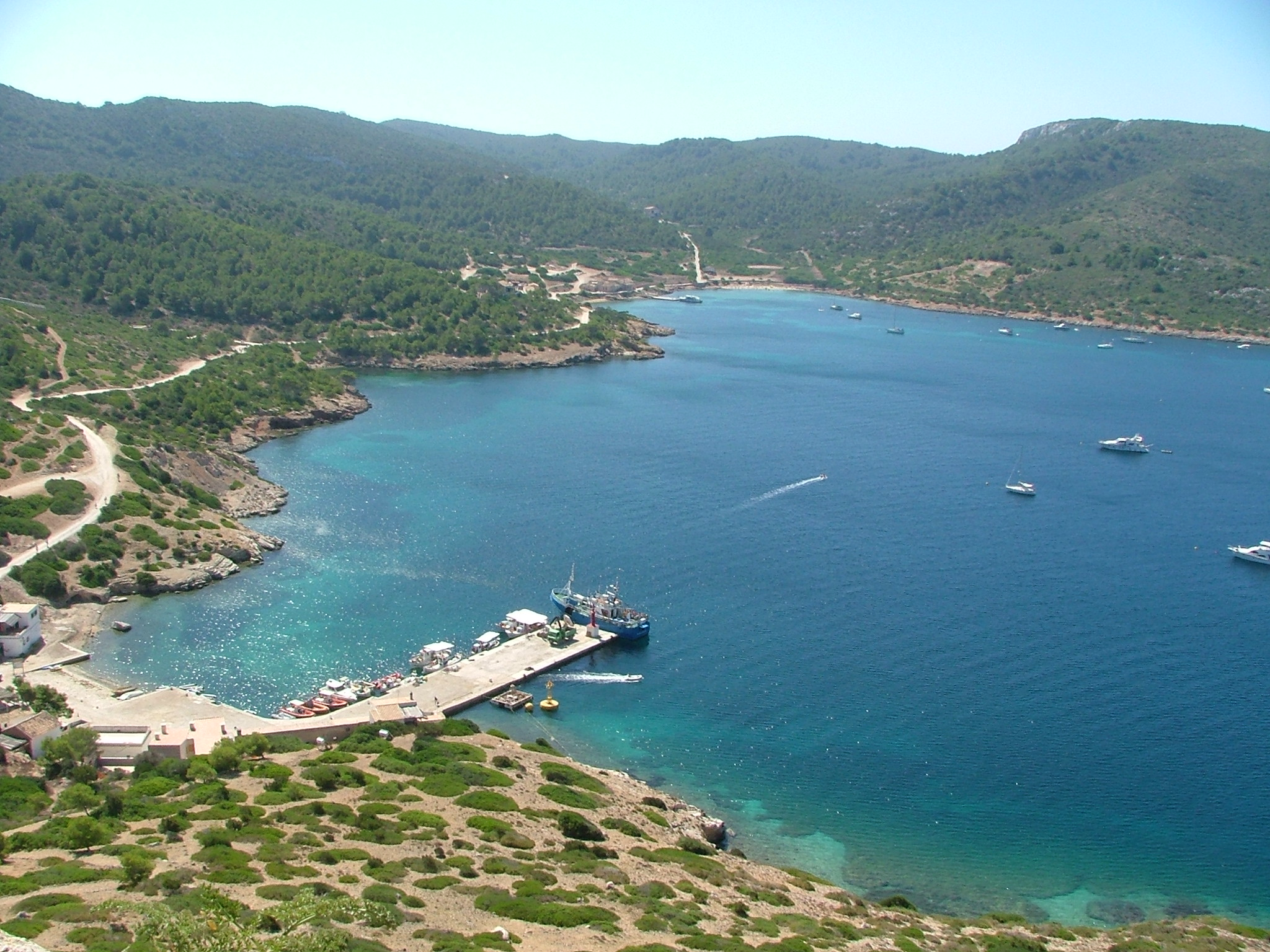
Le port de Cabrera.

Cabrera est une île de l'archipel espagnol des Baléares. Elle se situe au sud de Majorque dont elle dépend administrativement, faisant partie de la commune de Palma. Elle constitue un parc terrestre et maritime protégé depuis 1991.

## Toponymie
Comme l'île de Caprera au large de la Sardaigne, Cabrera tire son nom des chèvres qui y vivaient. Elle est citée par Pline sous le nom de Capraria, féminin de l'adjectif caprarius, « qui concerne les chèvres ».

## Géographie
Cabrera est la plus grande île d'un petit archipel du même nom, composé de dix-neuf îles ou îlots, faisant  lui-même partie de l'archipel des Baléares. Cabrera et Isla des Conills sont les deux plus grandes îles de cet ensemble, situé au sud-est de Majorque, à dix-huit kilomètres de la côte de Colonia de Sant Jordi et à dix-sept kilomètres du phare de Ses Salines.
Cabrera fait archipel avec les îles et îlots de Na Foradada, Na Pobra, Illot Pla, Na Plana, L'Esponja, Illa dels Conills (ou : Isla Conejera), Na Redona, Illa de ses Bledes, Cabrera elle-même (la plus grande île), L'Imperial et les Estells de Fora (cités du Nord au Sud).

Localisation de l'île de Majorque dans les Îles Baléares.
Localisation de Cabrera et de Palma dans l'île de Majorque.

Le parc national de Cabrera totalise près de 90 800 hectares dont 1 318 hectares terrestres.
L'île est apparue il y a trente cinq millions d'années, à l'Oligocène. Son point culminant se trouve à 172 mètres au dessus du niveau de la mer ; les fonds marins plongent à 118 mètres.

## Histoire
Durant l'Antiquité, Cabrera est utilisée par les Phéniciens, par les Carthaginois ainsi que par les Romains. Les épaves romaines, fracassées contre les roches abondantes, y sont fréquentes.
Au Moyen Âge s'y trouve un monastère, dont les ruines subsistent au Clot des Guix.
L'île sert ensuite de base à des pirates qui ravagent la Méditerranée. L'édification du fort, à la fin du XIVe siècle, participe au système de défense de Majorque contre les pirates, venant essentiellement de leurs bases algériennes.

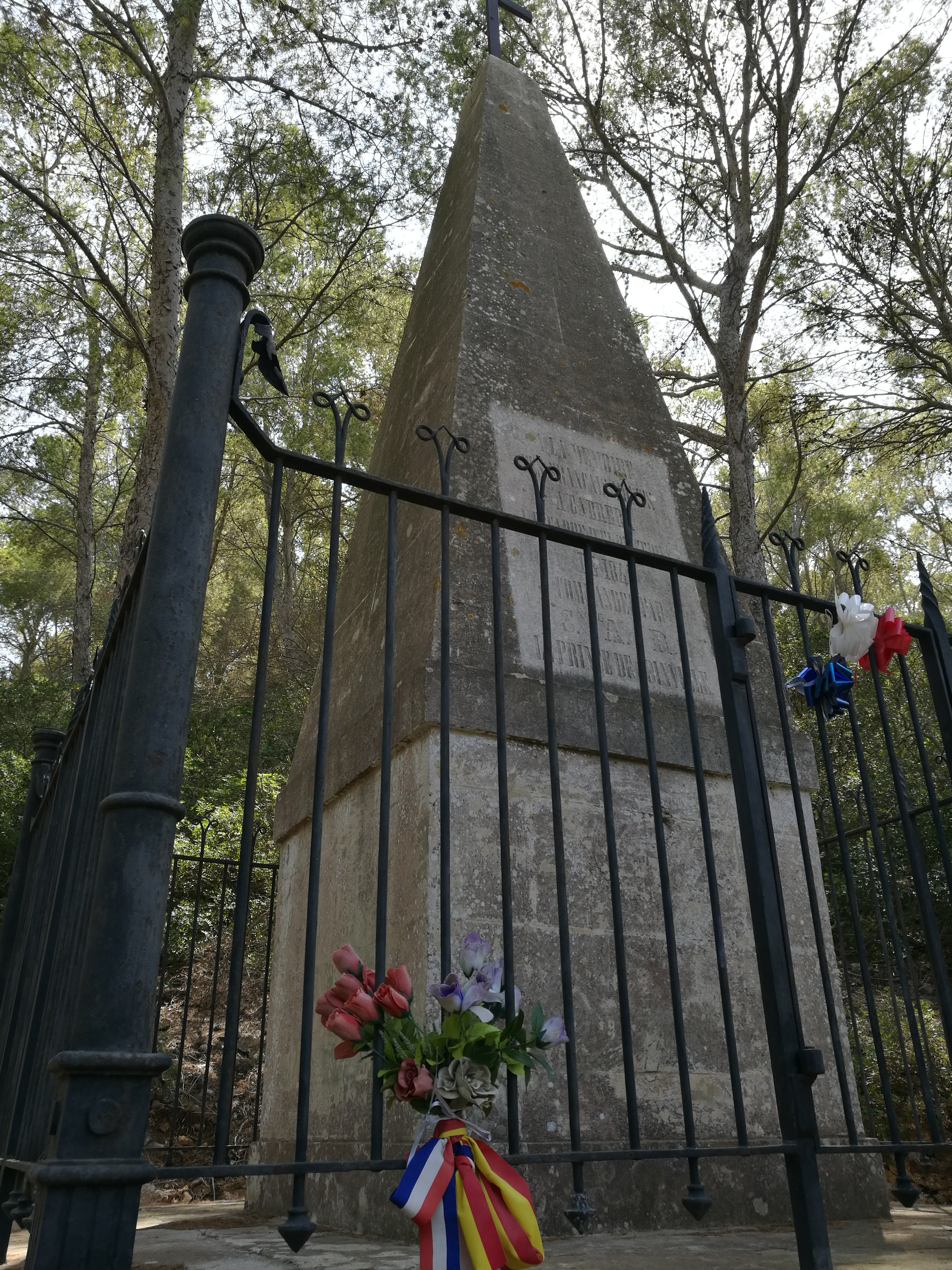
Monument d'hommage aux soldats français prisonniers à Cabrera

De 1809 à 1814, Cabrera fut utilisée comme camp d'internement (ou de concentration) pour les 15 000 soldats de Napoléon, prisonniers français durant la guerre d'Espagne ou Guerre d'indépendance espagnole.
Avec une nourriture insuffisante, sans soin, seuls 3 600 hommes (sur environ 9 000 emprisonnés) survécurent à ce qui est considéré par certains historiens, dont Frédéric Lemaire[réf. à confirmer], comme l'un des premiers camps de concentration connus de l'histoire , ,,.
Ainsi que le relatent les mémoires du général de Marbot, après la capitulation de Baylen le 18 juillet 1808, près de 10 000 hommes de l'armée du général Dupont furent d'abord entassés plusieurs mois sur des pontons stationnés dans la rade de Cadix ; mais une fièvre épidémique fit de tels ravages parmi eux que les autorités espagnoles, craignant que Cadix n'en fût infestée, reléguèrent en 1809 les survivants dans l'île déserte de Cabrera qui ne possédait ni maison, ni eau, ni nourriture,.
Chargé de rapatrier les survivants, l'enseigne de vaisseau Louis Pujol a laissé un témoignage poignant des conditions de séjour dramatiques qu'il y découvrit.
Le phare de n'Ensiola est construit en 1870. Il est complété par celui de l'îlot voisin, le Phare de Na Foradada en 1926.
En 1916, des sous-marins allemands y relâchent, ravitaillés par les sociétés du contrebandier espagnol Juan March causant de dures pertes aux alliés en Méditerranée. Le propriétaire privé est exproprié : l'île devient intégralement militaire.
En 1936, un hydravion républicain, avarié, est capturé par l'armée nationaliste. Cabrera sert de base aux protagonistes de la guerre civile. Près de quatre cents miliciens anarchistes y débarquent le 13 août 1936, en vue du débarquement républicain à Majorque, du 16 août.
Les sous-marins B-3 et B-4, venant initialement de leur base de Mahon participent, avec les forces aériennes italiennes, à mettre en échec le débarquement républicain de Porto Cristo du 16 août 1936, puis accostent à Cabrera, le 1er septembre.
Le 1er avril 1944, un Dornier Do 217 de la Luftwaffe, venant d'Istres s'accidente en mer après une panne mécanique. L'un des membres d'équipage est initialement enterré au cimetière de Cabrera, jusqu'en 1982, date du transfert de ses restes au cimetière militaire de Cuacos de Juste.
L'île est utilisée comme camp de manœuvres militaires jusqu'en 1986.
Le 29 avril 1991, l'archipel de Cabrera est déclaré parc naturel, terrestre et maritime : il devient une zone naturelle protégée, tout en conservant, pour partie, un statut de terrain militaire. À partir de ce moment, elle est déclarée inhabitée.

## Parc national, zone naturelle protégée

Extension du parc national de l'archipel de Cabrera en 2019.

L'archipel est protégé au titre de parc national de l'archipel de Cabrera. D'une surface de 908 km2, il est le plus grand parc national d'Espagne, et protège un très riche patrimoine naturel, notamment des zones profondes de reproduction ou de présence régulière de cétacés ou de grands poissons migrateurs, et les bancs de coraux profonds. Il comprend également un musée et un château du XIVe siècle.
La randonnée et la plongée y sont autorisées.

## Désaccord sur la zone maritime avec l'Algérie
En avril 2018, l'Algérie a décidé unilatéralement de retracer la délimitation de ses eaux territoriales en Méditerranée qui jouxtent l’archipel des Baléares. La délimitation de la zone économique exclusive établie par l’Algérie au large de ses côtes englobe une partie des eaux du parc national de l’île de Cabrera,.

## Galerie

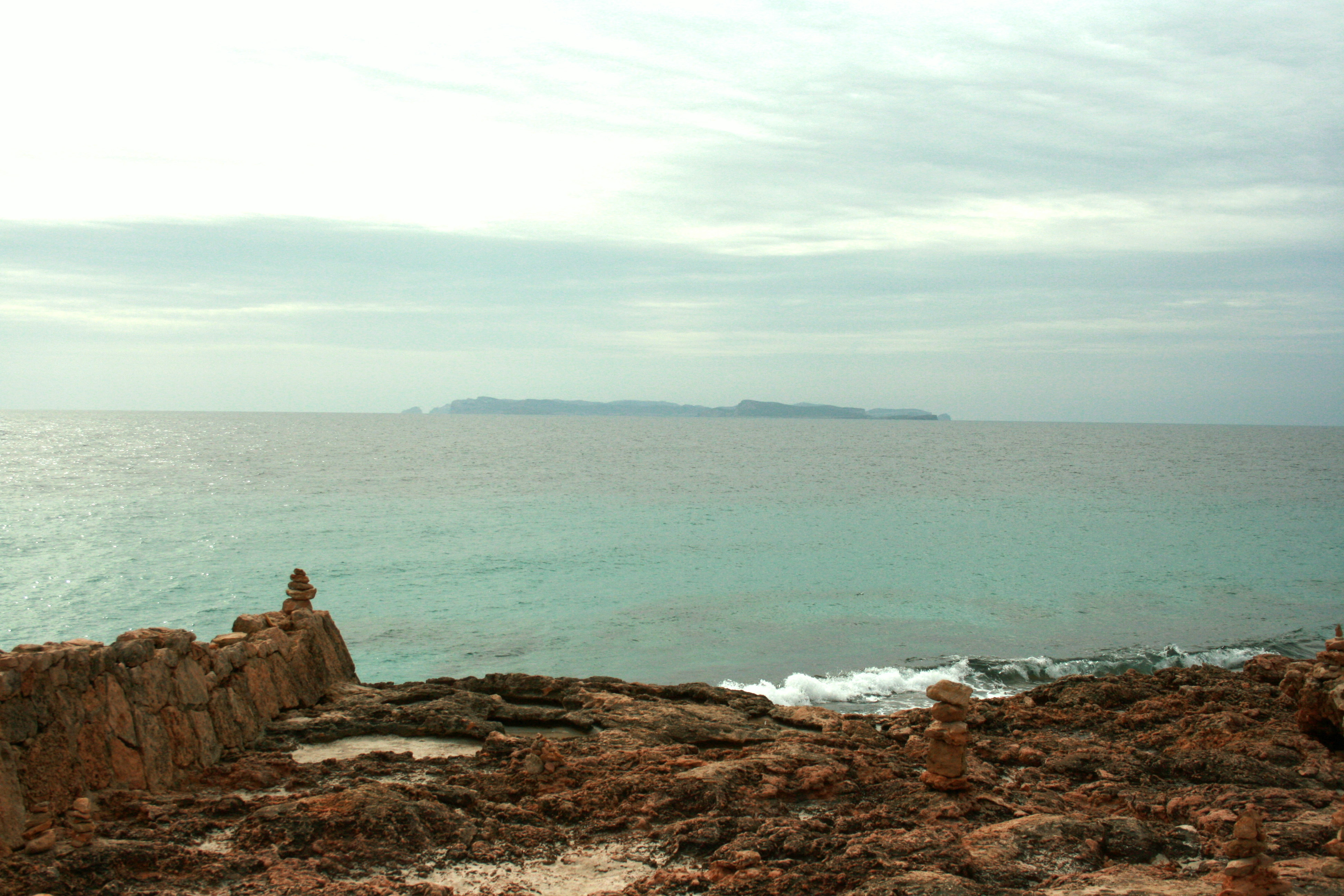
Cabrera depuis le cap de ses Salines.
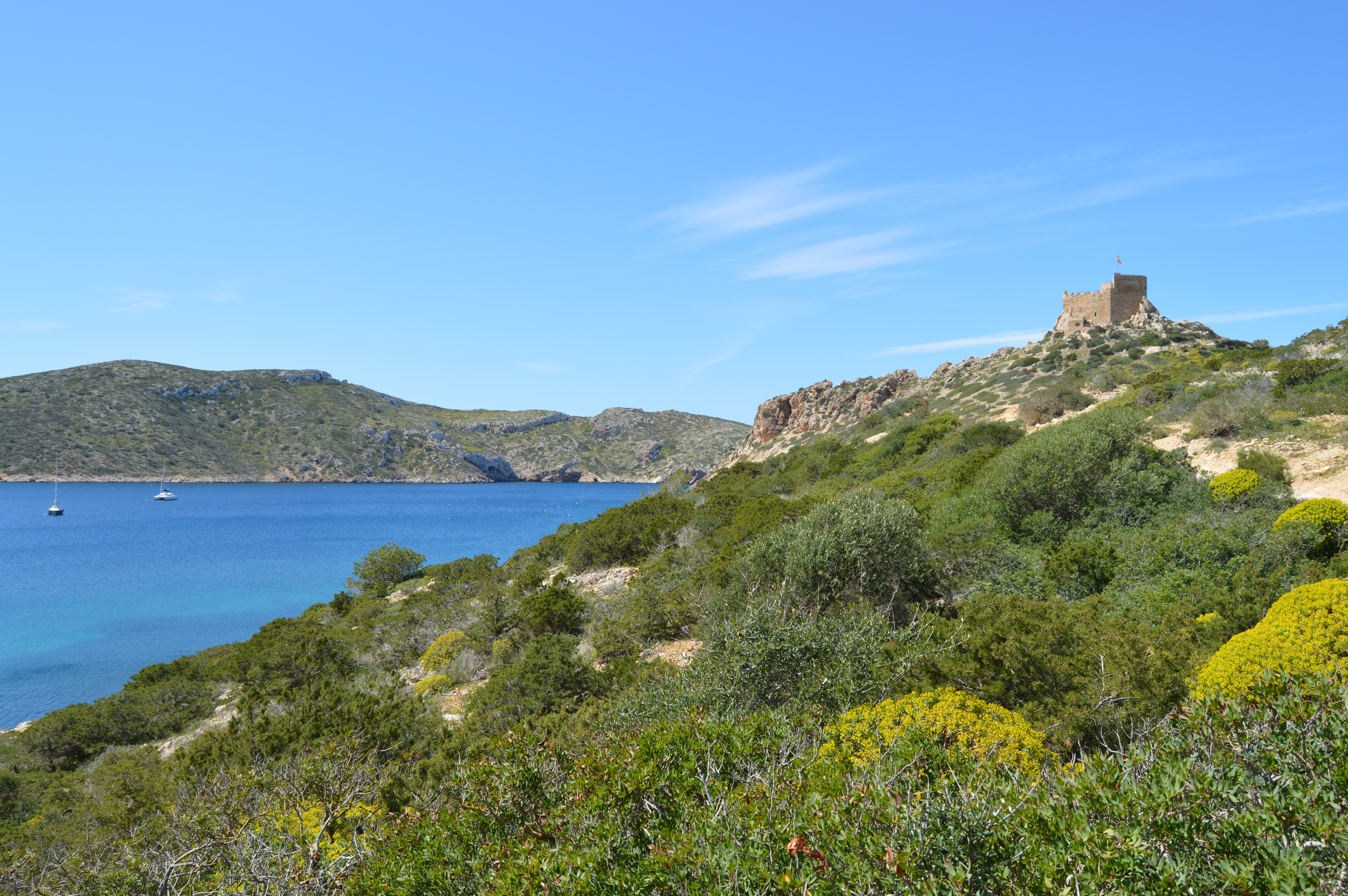
Le château de Cabrera.
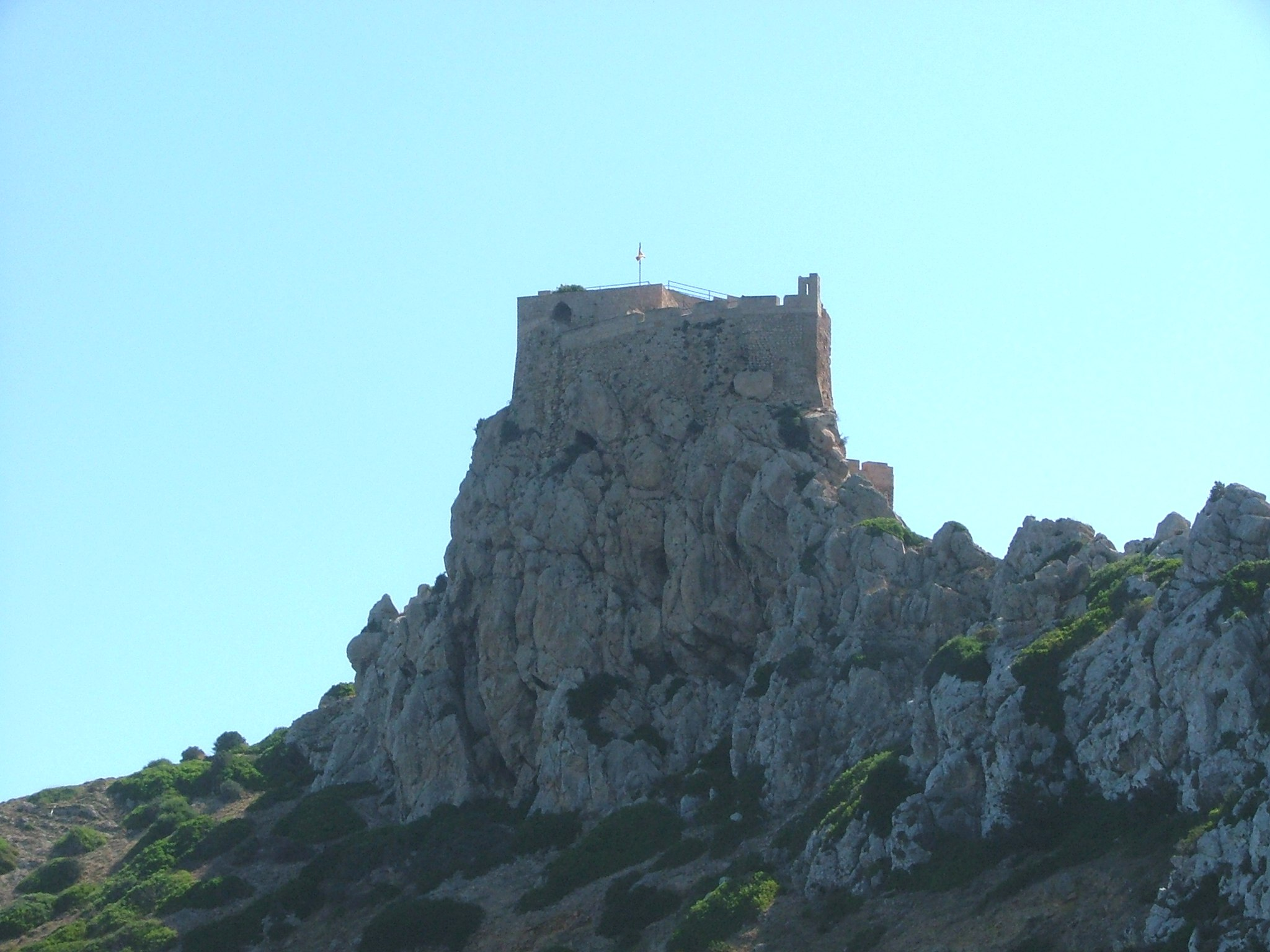
Le château de Cabrera.